# Tour de France 2016/13. Etappe
Die 13. Etappe der Tour de France 2016 war ein 37,5 Kilometer langes Einzelzeitfahren, das am 15. Juli 2016 ausgetragen wurde. Es führte von Bourg-Saint-Andéol zur La Caverne du Pont-d’Arc. Es gab drei Zwischenzeitnahmen nach 7, 17,5 und 28 Kilometern.

## Rennverlauf
Die Rennfahrer starteten in umgekehrter Reihenfolge der Platzierung in der Gesamtwertung in das erste Einzelzeitfahren der Tour de France 2016. Sam Bennett (BOA) war nach der 12. Etappe auf dem letzten Platz klassiert und begann somit. Die ersten länger bestehenden Bestzeiten legte der Australier Rohan Dennis (BMC) vor. Der amtierende Zeitfahr-Weltmeister Wassil Kiryjenka (SKY) konnte die Zeit von Dennis nicht erreichen und lag fast sechs Minuten hinter ihm. Auch Ex-Zeitfahrweltmeister Fabian Cancellara (TFS) erreichte keine vordere Platzierung.
Der Portugiese Nélson Oliveira konnte als Erster im Ziel die Zeit von Rohan Dennis um zehn Sekunden unterbieten. Auch Jérôme Coppel kam in den Bereich von Dennis und Oliveira, er sortierte sich schließlich vier Sekunden hinter dem Portugiesen auf dem vorläufigen zweiten Rang ein. Tony Martin (EQS), ebenfalls ehemaliger Zeitfahrweltmeister, kam als Fünftschnellster im Ziel an, noch hinter Ion Izagirre (MOV).
Tom Dumoulin (TGA) distanzierte anschließend Oliveira an der ersten Zwischenzeit um 15 Sekunden, an der zweiten um 30 und an der dritten Zwischenzeit um 56 Sekunden und setzte sich mit 1:31 Minuten Vorsprung an die Spitze des Zeitfahrens. Den ersten Rang konnte ihm niemand mehr nehmen. Geraint Thomas (SKY), Bauke Mollema (TFS) und Tejay van Garderen (BMC) konnten noch unter die besten Zehn des Tagesklassements fahren, der zuletzt gestartete Gesamtführende und zeitfahrstarke Chris Froome (SKY) kam mit 1:03 Minuten Rückstand auf Dumoulin auf Platz zwei.
Für Tom Dumoulin war es der zweite Tour-Etappensieg 2016, nachdem er bereits die 9. Etappe in Andorra gewonnen hatte. Chris Froome konnte seine Verfolger im Gesamtklassement weiter distanzieren. Er hatte nun 1:47 Minuten Vorsprung auf Bauke Mollema und 2:45 Minuten auf Adam Yates (OBE). Nairo Quintana (MOV) lag mit 2:59 Minuten auf Rang vier.
.

## Zwischenzeiten
| Côte de Bourg-Saint-Andéol Zwischenzeit 1 nach 7 km auf 409 m |                        |                            |            |
| 1.                                                            | Niederlande            | Tom Dumoulin (TGA)         | 14:16 min  |
| 2.                                                            | Australien             | Richie Porte (BMC)         | + 0:10 min |
| 3.                                                            | Portugal               | Nélson Oliveira (MOV)      | gl. Zeit   |
| 4.                                                            | Niederlande            | Stef Clement (IAM)         | + 0:15 min |
| 5.                                                            | Norwegen               | Edvald Boasson Hagen (DDD) | + 0:16 min |
| 6.                                                            | Vereinigtes Konigreich | Chris Froome (SKY)         | + 0:17 min |
| 7.                                                            | Vereinigtes Konigreich | Geraint Thomas (SKY)       | + 0:18 min |
| 8.                                                            | Frankreich             | Jérôme Coppel (IAM)        | + 0:24 min |
| 9.                                                            | Spanien                | Ion Izagirre (MOV)         | + 0:27 min |
| 10.                                                           | Russland               | Ilnur Sakarin (KAT)        | + 0:29 min |

| Les Arredons Zwischenzeit 2 nach 17,5 km auf 386 m |                        |                       |            |
| 1.                                                 | Niederlande            | Tom Dumoulin (TGA)    | 25:56 min  |
| 2.                                                 | Frankreich             | Romain Sicard (DEN)   | + 0:19 min |
| 3.                                                 | Vereinigtes Konigreich | Steve Cummings (DDD)  | + 0:21 min |
| 4.                                                 | Portugal               | Nélson Oliveira (MOV) | + 0:30 min |
| 5.                                                 | Vereinigtes Konigreich | Chris Froome (SKY)    | + 0:32 min |
| 6.                                                 | Frankreich             | Jérôme Coppel (IAM)   | + 0:42 min |
| 7.                                                 | Australien             | Rohan Dennis (BMC)    | + 0:44 min |
| 8.                                                 | Vereinigtes Konigreich | Geraint Thomas (SKY)  | + 0:52 min |
| 9.                                                 | Niederlande            | Bauke Mollema (TFS)   | + 0:58 min |
| 10.                                                | Deutschland            | Tony Martin (EQS)     | + 1:00 min |

| Le Pont-d’Arc Zwischenzeit 3 nach 28 km auf 90 m |                        |                          |            |
| 1.                                               | Niederlande            | Tom Dumoulin (TGA)       | 36:45 min  |
| 2.                                               | Vereinigtes Konigreich | Chris Froome (SKY)       | + 0:48 min |
| 3.                                               | Frankreich             | Jérôme Coppel (IAM)      | + 0:54 min |
| 4.                                               | Portugal               | Nélson Oliveira (MOV)    | + 0:56 min |
| 5.                                               | Vereinigtes Konigreich | Geraint Thomas (SKY)     | + 1:10 min |
| 6.                                               | Australien             | Rohan Dennis (BMC)       | + 1:17 min |
| 7.                                               | Deutschland            | Tony Martin (EQS)        | + 1:21 min |
| 8.                                               | Spanien                | Ion Izagirre (MOV)       | + 1:23 min |
| 9.                                               | Niederlande            | Bauke Mollema (TFS)      | + 1:28 min |
| 10.                                              | Vereinigte Staaten     | Tejay van Garderen (BMC) | + 1:37 min |

## Aufgaben
- Simon Gerrans (OBE): Nicht am Start aufgrund eines Sturzes in der 12. Etappe, die er aber dennoch beenden konnte. Nach dem Rennen wurde Schlüsselbeinbruch diagnostiziert.
- Thibaut Pinot (FDJ): Nicht am Start, da an Bronchitis erkrankt.
- Edward Theuns (TFS): Aufgabe während der Etappe aufgrund eines schweren Sturzes.